# Басівка (Сумський район)
Басі́вка — село в Україні, у Юнаківській сільській громаді Сумського району Сумської області. Станом на 8 березня 2025 року в селі залишалось 2 людини. До 2020 орган місцевого самоврядування — Басівська сільська рада.

## Географія
Село Басівка знаходиться на березі річки Локня, вище за течією на відстані 2 км розташоване село Локня, нижче за течією на відстані 2 км розташоване село Новеньке. За 2,5 км від села проходить кордон з Росією. Поруч проходить автомобільна дорога Н07.

## Історія
Перша письмова згадка про село датується 1662 р. 30 січня 1753 р. вдова бунчукового товариша Івана Семеновича Лизогуба Катерина Михайлівна (до шлюбу Кондратьєва) продала село разом із с. Локнею та хуторами за 5000 рублів царському духовнику протоієрею Феодору Яковичу Дубянському. Згідно з описом Харківського намісництва 1779 р., село належало поміщикам Дубянським. У ньому мешкало 510 душ підданих і 8 вільних селян (чол. статі).
Унікальна басівська церква Казанської ікони Божої Матері була побудована протягом 1906—1912 рр. на кошти місцевих парафіян на вічну згадку про односельців, що загинули на Далекому Сході під час російсько-японської війни 1904—1905 рр. Внутрішній інтер'єр був прикрашений фресками, присвяченими пам'яті басівців, полеглих у Порт-Артурі, у Маньчжурії, на кораблях 1-ї, 2-ї та 3-ї Тихоокеанських ескадр. Будівельні роботи координував священник Георгій Стуканьов.
У 1930 р. церква була закрита радянською владою і надалі використовувалась як сільський клуб. На короткий час (1941—1943) у роки Другої світової війни богослужіння в храмі було відновлено. З 60-х рр. XX ст. церковна споруда використовувалась як склад. Відсутня дзвіниця. На даний час з огляду на бездоглядність, у Казанській церкві зруйновано дах і перекриття, проте купол залишився цілим. Богослужіння не проводяться, приміщення напівзруйноване. Унікальні фрески гинуть буквально на очах.
Під час Зимового рейду 1920—1921 рр. Української повстанської селянської армії під проводом Нестора Махна, 20 січня 1921 р. поблизу басівського цвинтаря відбувся запеклий бій між кіннотниками повстанців і карателями радянського «літучого корпусу» Нестеровича.
Населення села зазнало великих втрат під час Голодомору 1932—1933 рр. На старому цвинтарі й дотепер зберігся давній козацький звичай висаджування калини.
Село постраждало внаслідок голоду в 1932—1933 роках.
12 червня 2020 року, відповідно до розпорядження Кабінету Міністрів України № 723-р «Про визначення адміністративних центрів та затвердження територій територіальних громад Сумської області», село увійшло до складу Юнаківської сільської громади.
19 липня 2020 року, в результаті адміністративно-територіальної реформи та ліквідації Сумського району(1923—2020), увійшло до складу новоутвореного Сумського району.

### Російське вторгнення в Україну (з 2022)
2 жовтня 2022 року російські військові обстрілювали села Кияницю та Басівку. Вбита домашня птиця на подвір`ї, згорілий сарай, пошкоджені будинки та місцева школа.
23 лютого 2023 року рішенням №4 Юнаківської сільської ради «Про перейменування вулиць та провулку в населених пунктах Юнаківської сільської територіальної громади» вирішено перейменувати вулиці села без зміни нумерації будівель, відповідно з вулиці Снагощенка на вулицю Слободи; з вулиці Тесленка на вулицю Холодна Гора; з вулиці Першотравневої на вулицю Травневу; з вулиці 40 років Перемоги на вулицю Перемоги.
24 травня 2024 року по селу з боку російського агресора зафіксовано 2 обстріли: 2 вибухи, ймовірно ФПВ-дрон.
24 червня 2024 року за інформацією ОК «Північ» населений пункт зазнав обстрілів з боку російського агресора. Зафіксовано 2 вибухи, ймовірно ствольна артилерія 122 мм; 2 вибухи, ймовірно ФПВ-дрон.
14 липня 2024 року село обстріляли російські агресори. Зафіксовано 2 вибухи, ймовірно ймовірно ФПВ-дрон.
28 липня 2024 року село обстріляв російський агресор. Зафіксовано 10 вибухів, ймовірно ствольна артилерія 122 мм; 4 обстріли: 5 вибухів, ймовірно ФПВ-дрон. В результаті обстрілу пошкоджено 5 приватних будинків та будівлю навчального закладу.
3 серпня 2024 року російські війська знову обстріляли село. Зафіксовано 1 вибух, ймовірно скид НВП з БПЛа; 3 вибухи, ймовірно танк.
7 серпня 2024 року село зазнало авіаційних, ракетних та артилерійських ударів російйським агресором.
11 серпня 2024 року село вчергове обстріляв агресор. Як повідомили в оперативному командуванні «Північ» зафіксовано 1 вибух, ймовірно КАБ.
17 серпня 2024 року оперативне командування «Північ» повідомило про обстріли Сумської області. Серед постраждалих населених пунктів село Басівка – 1 вибух, ймовірно КАБ.
Станом на 28 лютого 2025 року, за даними Інституту вивчення війни ця територія разом із селом Новеньке опинилася в так званій «сірій зоні». За інгформацією керівника Центру протидії дезінформації Андрія Коваленка росіяни здійснюють спроби штурмових дій на село Новеньке по лінії кордону, але без колон техніки, піхотними групами. У свою чергу сили ЗСУ знищують ворога.
За даними Deep State, станом на 23.05.2025, ворог окупував Басівку 

## Населення
Згідно з переписом УРСР 1989 року чисельність наявного населення села становила 673 особи, з яких 298 чоловіків та 375 жінок.
За переписом населення України 2001 року в селі мешкали 644 особи.

### Мова
Розподіл населення за рідною мовою за даними перепису 2001 року:
| Мова       | Відсоток |
| ---------- | -------- |
| українська | 91,96 %  |
| російська  | 7,42 %   |
| білоруська | 0,15 %   |
| інші       | 0,47 %   |

## Відомі люди
Уродженцями села є:
- Луговський Анатолій Васильович — поет, краєзнавець, журналіст, член НСПУ та член Національної спілки журналістів України.
- Тесленко Павло Агійович (нар.1908 — † 1945) — Герой Радянського Союзу.